# The Choice of Hercules
The Choice of Hercules (HWV 69) ist ein oratorisches Werk (Musical Interlude) von Georg Friedrich Händel. Es basiert auf dem griechischen Mythos von Herakles am Scheideweg.

## Entstehung
Den Ursprung für diese dramatische Kantate von ca. 40 Minuten Länge muss man in der Schauspielmusik zu Alceste suchen, die Händel vom 27. Dezember 1749 bis 8. Januar 1750 komponierte. Dieses Projekt, an dem der Betreiber des Covent Garden Theatre, John Rich, beteiligt war, bestand in einer Folge von Rezitativen, Arien, Chören und sinfonischen Einlagen für eine Tragödie von Tobias Smollet.
Zu einer Aufführung der Tragödie oder der Schauspielmusik ist es nicht gekommen, obwohl die Vorbereitungen schon weit gediehen waren. Scheibler nennt als möglichen Grund die Landflucht aufgrund einer Serie von Erdbeben in London zur Jahreswende 1749/50. Anthony Hicks erwägt einen möglichen Rückzieher Richs wegen der befürchteten Kosten.
Einen Großteil der Musik von Alceste benutzt Händel für dieses Interlude, dazu komponierte er einige neue Nummern. Die Arbeit erstreckte sich vom 28. Juni bis 5. Juli 1750.
Die Erstaufführung fand am 1. März 1751 im Londoner Covent Garden Theatre statt. Weil das Werk für eine abendfüllende Unterhaltung nicht geeignet ist und das Oratorium Alexander's Feast mit anderthalb Stunden relativ kurz war, spielte Händel The Choice of Hercules als dritten Akt für Alexander's Feast. Diese Praxis behielt er auch für die weiteren Aufführungen 1753 und 1755 bei.
Die Besetzung bei der Uraufführung war wie folgt:
- Pleasure: Miss Faulkner (Sopran)
- Virtue: Cecilia Young-Arne (Sopran)
- Hercules: Esther Young (Mezzosopran)
- Attendant on Pleasure: Thomas Lowe (Tenor)

## Libretto
Wer der Librettist war, ist umstritten. Der am meisten genannte Name ist der von Thomas Morell, der sowohl für das vorhergehende Oratorium Theodora als auch für das folgende Jephtha verantwortlich zeichnet. Sicher ist, dass der Text auf die Dichtung The Judgement of Hercules von Robert Lowth (Glasgow 1743) zurückgeht.
Der Stoff ist weithin als Teil der Herkulessage bekannt und ist oft in der Kunst verarbeitet worden. Johann Sebastian Bach schrieb 1733 die Kantate Hercules auf dem Scheideweg (BWV 213) mit der gleichen Handlung – ein seltener Fall, dass Bach und Händel ein Werk gleicher Thematik und ähnlicher Form produzierten.